# Остаци старе цркве у Горњем Крњину
Остаци старе цркве у Горњем Крњину налази се у насељеном месту Горњи Крњин, на територији општине Лепосавић, на Косову и Метохији. Представљају непокретно културно добро као споменик културе.
Локалитет Латинска црква налази се на гробљу, источно од села између потеса Крстовиште и Локва. Црква је у рушевинама, приближних димензија 4 х 2 m, зидови су очувани највише до 60 cm. Грађена је од притесаних камених плоча које су везиване кречним малтером. Код цркве је откривен надгробни споменик од ружичастог пешчара са представом покојника. Ово је уобичајени тип гробљанске цркве у широј околини манастира Бањска. На основу историјских података црква потиче из 14. или 15. века.

## Основ за упис у регистар
Одлука о утврђивању остатака Латинске цркве са гробљем у Горњем Крњину за археолошко налазиште, бр. 1433 (Сл. гласник РС бр. 51 од 13. 11. 1997) Закон о културним добрима (Сл. гласник РС бр. 71/94).